# Höch Hirschberg
L'Höch Hirschberg è una palude bassa e area protetta della Svizzera, situata nei cantoni di Appenzello Esterno (2,16 ha) e Appenzello Interno (9,85 ha). Dal 1994 fa parte dell'Inventario federale delle paludi d'importanza nazionale.

## Descrizione
La zona è situata nei pressi dell'omonima montagna di Höch Hirschberg o Hoher Hirschberg. La vegetazione comprende delle paludi basifile e acidofile a piccole carici, prati acquitrinosi a molinia e prati umidi. Sono anche presenti estesi terreni coltivati, siepi, formazioni boschive, corsi d'acqua e stazioni sorgentifere.